# Rambo (département)
Pour les articles homonymes, voir Rambo.
Rambo est un département et une commune rurale de la province du Yatenga, situé dans la région du Nord au Burkina Faso.

## Géographie

### Démographie
- En 2003, le département comptait 27 232 habitants estimés[2].
- En 2006, le département comptait 34 019 habitants recensés[1].

## Administration

### Villages
Le département et la commune rurale de Rambo est administrativement composé de vingt-et-un villages, dont le village chef-lieu homonyme (populations actualisées en 2012, issues du recensement général de 2006) :
- Bouga-Mossi (1 041 habitants)
- Bouga-Yarcé (2 408 habitants)
- Bouli (714 habitants)
- Dembrédiessé (778 habitants)
- Dierko (1 836 habitants)
- Imassoum (530 habitants)
- Irim (3 301 habitants)
- Kamdogo (1 452 habitants)
- Kondé-Tangaye (1 043 habitants)
- Koumna-Yargo (2 639 habitants)
- Koungo (2 834 habitants)
- Lengo (798 habitants)
- Nioussi-Tangaye (201 habitants)
- Pourra (3 640 habitants)
- Rambo (5 086 habitants), chef-lieu
- Rambo-Foulbé (215 habitants)
- Songa (1 737 habitants)
- Sougouma (1 323 habitants)
- Tantoaga (806 habitants)
- Tobkio (648 habitants)
- Zindinogo (995 habitants)